# Taoizmus
A taoizmus kínai filozófia és világnézet, amelyet Kína autentikus ősi vallásának is tekintettek; mert vallási elemeket is tartalmaz. A konfucianizmus és a buddhizmus mellett egyike annak a három tanításnak (pinjin: sānjiào), amely jelentős mértékben befolyásolta a kínai kultúrát, politikát, gazdaságot.
A kínai filozófiában az állandóan mozgó és szakadatlanul változó valóságot tao-nak nevezik, és olyan kozmikus folyamatnak tekintik, amelyben minden dolog és nem-dolog benne foglaltatik. A tao a világ ősoka, ősprincípiuma, belőle keletkezett minden létező élő és élettelen. A taoisták úgy tartják, hogy nem kell ellenállni ennek a világot mozgásban tartó erőnek, hanem a cselekedeteinket kell hozzá igazítani, s harmóniában kell élni vele azért, hogy az életünk erőfeszítésektől és erőszaktól mentessé, építő folyamattá váljon. A taoista bölcs olyan valaki, aki „úszik a tao áramlásában”.
Az európai felfogás egyaránt taoizmusnak nevezi a kínai ókori eredetű filozófiai irányzatot (道家, dào jiā, tao csia) és a vele összefonódott népi vallást (道教, dào jiào, tao csiao). A hagyomány szerint a taoizmus tanításainak első összefoglalója a Változások Könyve, a Ji csing volt, míg az úgynevezett népi vallás első leírójának a kínai bölcset, Lao-ce-t (Lǎozǐ) tartják. A Lao-ce-féle tanítások további magyarázataiként ismert könyvek elsősorban Csuang Csou (Zhuang Zhou) néven ismertek. Eredetileg filozófiai iskolaként jött létre, de a népies misztikum a vallások szintjére emelte. Fő tanítása a kozmikus harmónia helyreállítása a természet és ember viszonyán keresztül.

## Története

### Vallás vagy filozófia?

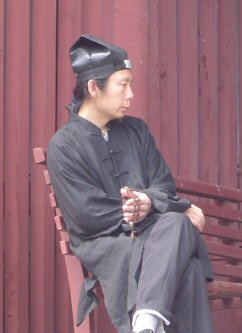
Taoista pap

A taoizmus több mint 2500 éve a kínai gondolkodás, filozófia és vallás meghatározó tényezője. A keleti világnézet a nyugati ember számára meglehetősen szokatlan, hiszen a kultúráink fejlődése évezredek során különböző irányokban haladt. A monoteista vallások isteni kinyilatkoztatásai, parancsai a felsőbb hatalom feltétlen elfogadását követelték meg a hívőktől, míg a keleti vallások nem egyszer szinkretikus egységben őrzik a különböző tanok és hitek különféle áramlatait. Elmondhatjuk, hogy a filozófia erősen meghatározó jellegű ezekben a vallásokban, olyannyira, hogy nem vallásokra épült filozófiáról beszélhetünk, hanem sok esetben éppen fordítva, filozófiára épült vallások kialakulása figyelhető meg az indiai és kínai kultúrákban. Ez igaz nem csak a taoizmusra, hanem így alakult a buddhizmus, hinduizmus, konfucianizmus esetében is.
A mai „modern” egyistenhitű vallások (kereszténység, iszlám) a keleti vallásokat túlhaladottnak tartják, elsősorban számtalan istene, bizonyos mértékű sámánisztikus vonásai miatt is, másrészt pedig azért, mert a tao, a dharma, a brahman személytelen, de mélyen ható fogalmaival nem tudnak mit kezdeni. Így volt ez az évezredek során a kínai közgondolkodásban is, ahol a törvény, a tao hol tisztán személytelen ősprincípiumként, hol mindenható, megszemélyesített isteni lényként jelent meg. A kétféle felfogás nem átalakult egymásba, hanem egymás mellett párhuzamosan fejlődött és alakította ki a maga kultúráját.
A nyugati világban éles megkülönböztetést nyer a hit és a tudás. A két világnézeti rendszer ellentmondása, küzdelme és egymás mellett élése a nyugati eszmetörténet egyik jellemző vonása. Ezzel szemben a keleti szemlélet ugyanannak a világtörvénynek a megnyilvánulását látja minden hitbéli, metafizikai, filozófiai, sőt tudományos eredményben is.
A természettel való összeolvadás, az egységhez tartozás az ember végső célja kell hogy legyen, a tao, azaz a mindent átható végső és kiindulási ok, a világtörvény megismerése önmagunk megismerésével egyenértékű. A taóval eggyé válni, a mindenséget ezáltal megismerni, elfogadni, az ember létezésének egyetlen értelme.

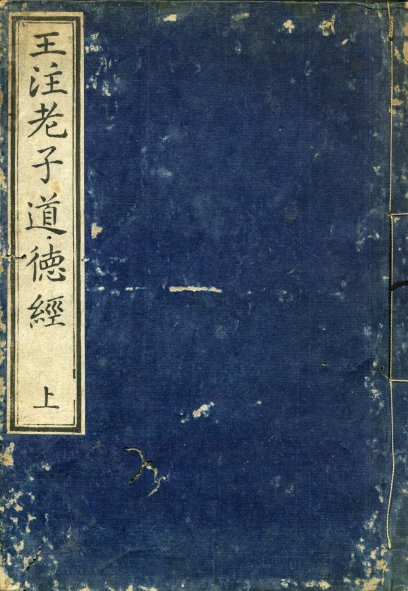
Tao Te King: Az Út és az Erény könyve

Az iszlám és a kereszténység hitet védelmező harcos megnyilvánulásaival ellentétben a keleti vallások a belső elmélyülést, meditációt hirdetik: a vallási aktivizmussal szemben a teljes visszahúzódást, amely Indiában az aszkézis különféle változataiban, a taoizmusban a vu vej (wu wei) filozófiájában ölt testet.
A taoizmus mint vallás (道教, dào jiào, tao csiao) és a taoizmus mint filozófia (道家, dào jiā, tao csia) megkülönböztetése a nyugati sinológusok között sokáig általánosan elfogadott nézet volt, a kínai gondolkodás azonban soha nem választotta ezt a két fogalmat élesen ketté. Kölcsönös kapcsolatuk, egymáshoz való viszonyuk ismertetése nélkül nem beszélhetünk a taoista világszemlélet alakulásáról.
A filozófiai és a vallási taoizmus közötti különbséget pragmatikus szempontok alapján célszerű értékelni. A filozófiai taoizmus a tao ideáját, mibenlétét, kihatásait, metafizikai vonatkozásait vizsgálja, míg a vallásos a tao „szellemiségét” a hívők számára a misztikumok és misztériumok szintjén, gyakorlati módszerekkel meg is próbálja valósítani (meditációk, koncentráció, légzéstechnika, alkímia, rituálék és mágiák a test és szellem átalakítására, a tao szellemével való összeolvadáshoz).
Hangsúlyozni kell, hogy a tao évezredekre visszatekintő kínai fogalom (→kínai univerzizmus), filozófiai keretbe Lao-ce helyezte az i. e. 4. században, míg vallásként bizonyosan csak a 2. századtól beszélhetünk taoizmusról, amikor Csang Tao-ling (Zhang Daoling) az "Ég Mesterének" templomát megalapította.
A taoizmus két legfontosabb szövege Lao-ce „Tao-tö-king” (道德經, Dào dé jīng, ’az Út és az Erény könyve’) és a Zhuang Zhou Zhuangzi (莊子, Csuang-ce, ’belső fejezetek’) című könyve.

### Kezdetek

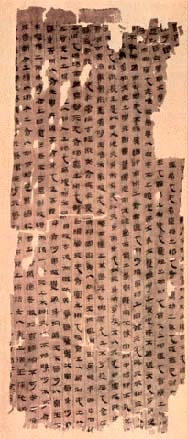
Selyemre írt taoista szöveg a mawangdui sírokból

A tágabb értelemben vett taoizmus, a kínai univerzizmus részeként, évezredek óta meghatározó eleme a kínai közgondolkodásnak, filozófiának, vallási, metafizikai világnézetnek. A taoista tanítások első megjelenését nem tudjuk pontosan behatárolni, hiszen a taoizmus mint fogalom kialakulása hosszú fejlődési folyamat eredménye. Az évezredek folyamán integrálta Kína ősi hiedelemvilágát, mítoszait, a legkülönfélébb irányzatokat. A halhatatlanság keresése, mint a taoizmus egyik központi gondolata, már a kezdetektől fogva jelen volt a tanban, az i. e. 2. évezred császáraira, Huang Ti (Huang Di)re és Hszi-vang-mu (Xiwangmu)ra hivatkozva az i. e. 4. században megjelent Csuang-ce (Zhuangzi) is említi. Már igen korán megjelentek kezdetleges kozmológiai elképzelések az ég és föld, az energia, a jin és a jang szerepéről és hatásairól az ember testi és szellemi állapotára.
A tan filozófiájának kifejlődése a Csou-dinasztia (Zhou-dinasztia) i. e. 1040 – i. e. 256) idejére tehető.
A vallási taoizmus történetiségét vizsgálva megállapítható, hogy „a taoizmus soha nem volt egységes vallás, és mindig is számos eredeti kinyilatkoztatáson alapuló tanítás kombinációjából állt”.
Az eredeti kínai felfogás szerint a világot három szubsztancia vezérli, Sang-ti (Shangdi) a tien (tian) és a tao (dao).
A Sang-ti (Shangdi), mint legfőbb uralkodó, főistenként létrehozta a világot, ő az előidézője minden történésnek, ám uralkodása során tétlen marad. A Sang-tiben (Shangdi-ben) való hit monoteizmusnak is tekinthető, de passzív, elvont személytelensége miatt szoros érzelmi kapcsolat nem alakult ki az emberekben iránta.
Sok szövegben a Shangdi helyett a tian, „az égbolt” szerepel mint legfőbb princípium, amely hitvesével, a földdel létrehozta a tízezer lényt, megáldja a jókat, szerencsétlenséget hoz a rosszakra. A tian eltávolodott már a Sang-ti (Shangdi) által megszemélyesített legfőbb isteni személyről alkotott képtől. Nem beszél, nesztelenül hat. Mivel a kínai ősidőkben nem válik élesen ketté természet és ember, élő és élettelen, a kínai filozófia századai során egyszer istennek, máskor személytelen hatalomnak, sőt szigorú törvényeknek alávetett természeti jelenségnek tüntetik fel.

### A tao
A tao eredetileg utat – pontosabban egy konkrét, meghatározott utat, ösvényt – jelent, sőt ma is a csillagok útját jelenti az égbolton, de jelenti a bölcs utat is, amely célhoz vezet, a rendet és a törvényt, amely mindenben érvényesül. Ebben a felfogásban hasonlít a hindu dharma fogalmára, annak karmikus vonatkozásai nélkül, illetve a dharmával ellentétben a taót a legtöbb kínai filozófus szubsztanciális tulajdonságokkal ruházza fel. Tárgyiasul, és magával a kifinomult ősanyaggal azonosul. Ez a tárgyiasulás vezet odáig, hogy a taót az idők során egyfajta varázserővel ruházták fel, azaz beható ismeretével a tudós bölcs számára elérhetővé válik a fémek átalakítása, az élet meghosszabbítása (→alkímia, bölcsek köve), a levitáció, a láthatatlanság, sőt az örök élet is.
Az évszázadok folyamán a tao természetéről vallott nézetek sokszor ellentmondásosak, zavarosak, a különböző filozófusok és vallási iskolák magyarázatai eltérőek. Konfuciusznál a tao törvény, amelynek segítségével az ég rendben tartja a természetet és az emberi életet. A kínai univerzizmus fogalmai szerint a tao egységes világtörvénykénti értelmezése a meghatározó.

### A taoizmus és a konfucianizmus

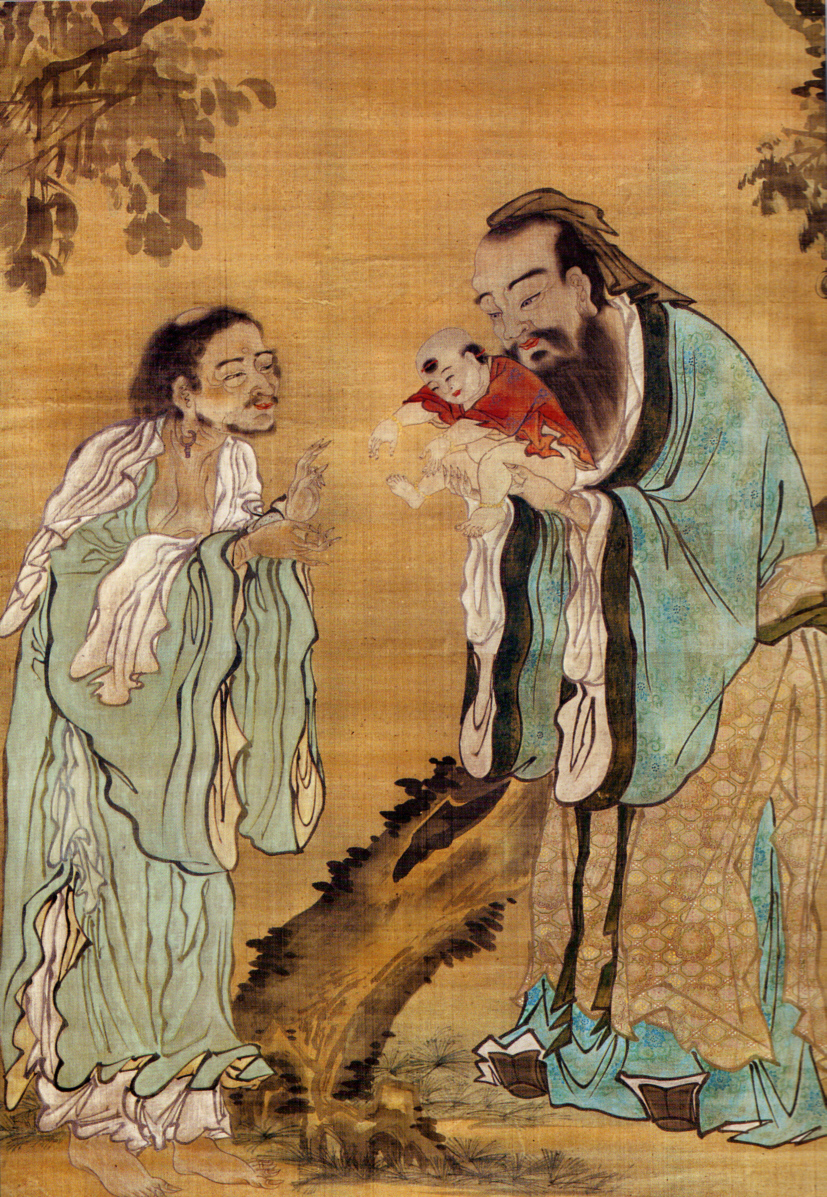
Konfuciusz megmutatja Lao-cének az újszülött Buddhát

A Lao-ce által hirdetett taoizmus és a konfucianizmus története annyiban közös, hogy bár eredetileg (a többi filozófiai iskolához hasonlóan) mindkettő az állam helyes kormányzásának módozatait kutatta, a konfucianizmus megmaradt az állam és társadalom problémáinak vizsgálatánál. Ezzel szemben Lao-ce tanításai nyomán a taoizmus az egyén misztikus, transzcendens, vallásos vagy filozófiai kérdéseire keresett és adott válaszokat. A társadalom és államszervezet vizsgálatától fokozatosan eltávolodott.
A hagyományos kínai családmodell erkölcsi alapjaihoz Konfuciusz teremtette meg a filozófiai hátteret az ősök, az államszervezet és a hierarchia feltétlen tiszteletét hirdető erkölcsi tanításaival, míg Lao-ce hívei a természet megfigyelésével, az út (tao) felfedezésével, és a taóban fellelhető mintázatok intuitív elemzésével, a vuvej (wuwei) biztosította „nemcselekvés” által jutnak el a végső megvilágosodáshoz.
A kínaiak a konfucianizmust olyan, főként erkölcsi, morális tannak tartják, amely anélkül képes etikai tanításokat közvetíteni, hogy szüksége lenne valamilyen transzcendens lény kinyilatkoztatására. Habár transzcendens lény szigorúan véve valóban nem létezik, a tao ősi fogalmai Konfuciusz tanaira is erőteljesen hatással voltak. Konfuciusz a társadalom tevékeny tagjaként, Lao-ce a taóban való elmélyülés és egyesülés alanyaként határozta meg az embert, hiszen a taoisták szerint:
„A bölcs felismeri a tao által nyújtott mintázatokat, és cselekvését azokhoz igazítja. Ekképpen a taóval egyesül, a természettel harmóniában él, és szándékai valóra válnak. A tao útján követve az ég és föld természetes folyamatait, ura lesz a világ dolgainak.”
Nem kérdés, hogy a rendkívül központosított császári hierarchia érdekeit melyik nézet szolgálta jobban. Ezzel szemben a zűrzavaros háborúktól sújtott történelmi időszakokban a taoizmus nyújtotta a nép számára a belső vigaszt és menedéket.
A két ellentétes szemléletű, bár azonos alapokból kiinduló filozófiai felfogás a nyugati világban akár szellemi háborúskodáshoz is vezethetett volna, ám a kínai gondolkodás az emberi természet e két pólusát (társadalmi cselekvés és egyéni belső transzcendens boldogulás) a jin-jang megnyilvánulásának tartja, és beépíti mindennapjai életébe. A kínai ember ifjúkorában a konfucianizmus elvei alapján illeszkedik környezetébe, megtanulja a társadalom működését, az érvényesülés lehetőségeit, szokásokat és szabályokat, míg idősebb korban a társadalmi konvenciók által háttérbe szorított „én” belső működése, a természet spontaneitása és a taóban való elmélyülés kerül előtérbe.
A 11.–12. században a filozófus Csu Hszi (Zhu Xi) kísérletet tett a nagy kínai vallások egyesítésére, azaz a konfucianizmus, a taoizmus és a buddhizmus szinkretizált összeolvasztására. A századok folyamán erre több kísérlet is történt, amelynek elsősorban szimbolikus jelentősége volt. A három „szent” tisztelete a kínai ember gondolkodásának, vallási toleranciájának egyik szép példája. Ha ehhez még hozzávesszük az ősök tiszteletének vallásos hagyományait, vagy az ősi, sámánisztikus hagyományokból táplálkozó panteista tanokat, képet alkothatunk Kína vallási életének sokszínűségéről, amelyet sok kutató szerint célszerű közös rendszerbe foglalva (→kínai univerzizmus) vizsgálni.

### Évszázadok

#### Lao-ce

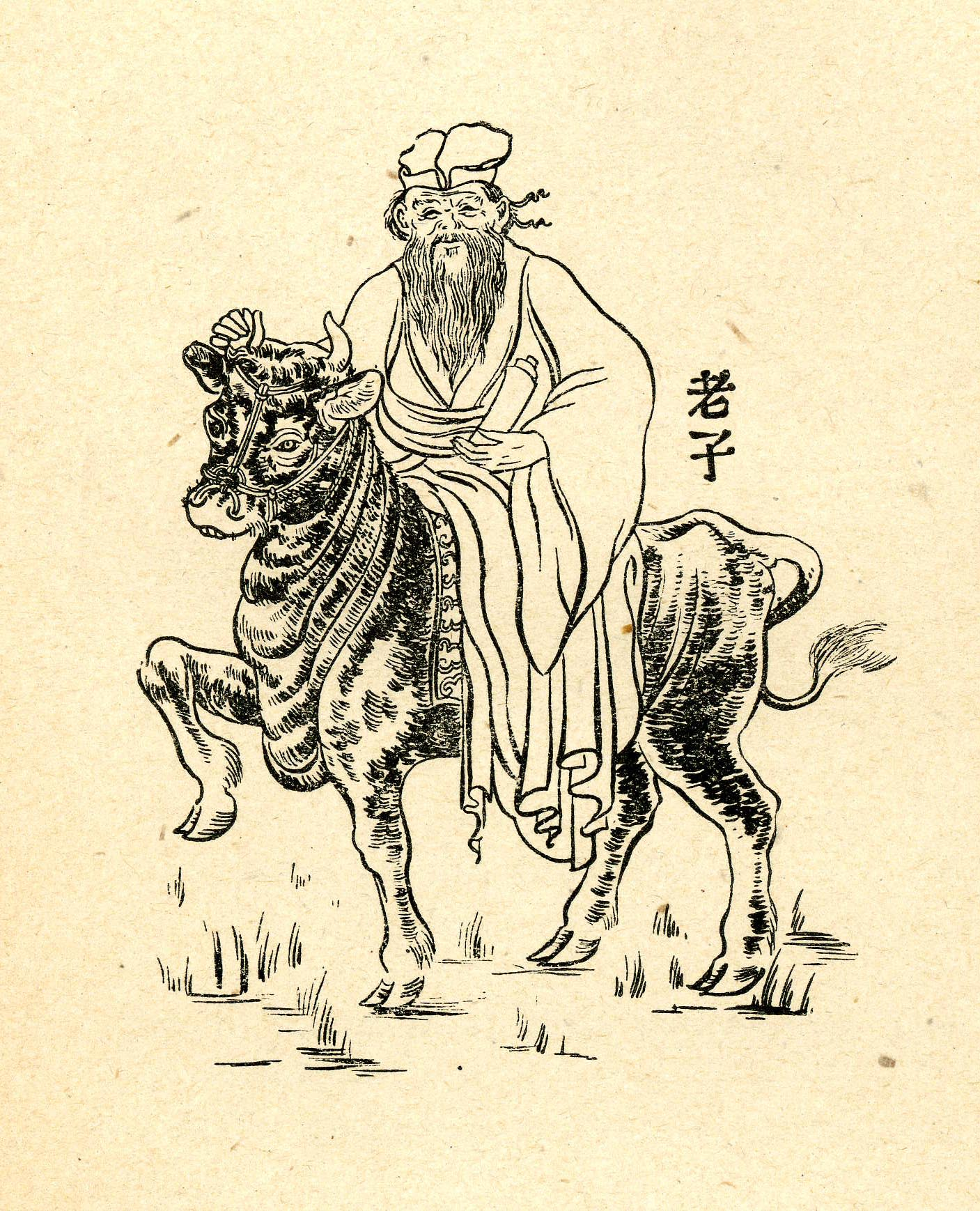
Lao-ce

A szűkebb értelemben vett taoizmus a hagyomány szerint az i. e. 4. században megjelenő legendás filozófus, Lao-ce (’Lao mester’, ’az Öreg mester’) tanításain alapul. Jelenleg kétséges, hogy Lao-ce valós személy volt-e vagy legendák szülötte. Neki tulajdonítják a taoizmus alapművét, a Tao Te Kinget, ám műveinek sora legendákból táplálkozik, és eredetük erősen vitatható.
Fő műve mai formájában két könyvre tagozódik, összesen 81 fejezettel. Az első könyv tárgyalja a „tao”-t (út), a második a „te”-t (erény, vagy helyesebben: erő, hatóerő). A tanok szóbeli hagyomány útján terjedtek, csak később foglalták őket írásba. A tanítások fő alkotóeleme a tao, azaz a világ működésének alapvető törvénye, amellyel azonosulva a bölcs részévé válhat a természet működésének. Lao-ce szerint az embernek nincs önálló személyisége, létezésének egyetlen célja önmagát kiemelni az értelmetlen világból és a tao valóságába helyezni, amivel misztikus azonosulással egyesülhet.
Lao-ce filozófiájával és gondolataival akkor jelent meg, amikor a kínai államokat véres háborúk formálták. Az emberek stabilitásra és szabadságra vágytak. A neki tulajdonított Tao Te King tartalmaz olyan fejezeteket is, amelyek a helyes kormányzásra és a szabadság elérésére irányulnak. Maga a könyv nem logikusan felépített világnézeti konstrukció, hanem inkább nevezhető misztikus és sokszor homályos, de költői képekkel teleszőtt aforizmák gyűjteményének, amelyek a 81 fejezetben sajátos, szubjektív interpretációkban jelennek meg, rímes és rövid szakaszokra tagozódva. Az idők folyamán ehhez járul még több száz kommentár, magyarázat, értelmezés. A könyv rendkívüli jelentőséggel bír nem csak a tao filozófiájának megértésében, hanem a kínai gondolkodás és szemlélet megismerésében is. A legtöbbet tanulmányozott, és nyugati nyelvekre legtöbbször lefordított kínai alapmű. Értelméről már a kínai kommentátorok is eltérő magyarázatokat adnak, a nyugati fordítók is sokszor különbözőképpen értelmezik.

#### Lie-ce
Lao-ce legrégebbi követője a szintén i. e. 4. században élt Lie Jü-kou (Lie Yukou), a neki tulajdonított, a róla elnevezett mű címe a Lie-ce (Liezi). Lie-ce (Liezi) a tao tanításait metafizikai oldalról fejlesztette tovább. Kozmológiai elképzelése a filozófiai taoizmus jelentős alkotása. Máskor műveiben agnosztikusnak mutatkozik, nem tudja megítélni az élet és halál valódi értékét, a tér és idő végtelenségét. Elismerte a szubjektum szerepét a valóság keresésében. Relatívnak tartotta az ébrenlét és álom viszonyát. Bevallása szerint, meditációi során eljutott a végső abszolút valóságig, ahol megszűnt az én és a nem én közötti különbség. Szentekről beszélt, akik csodás tettek végrehajtására voltak képesek azáltal, hogy meditatív úton képesek voltak egyesülni a taoval.

#### Csuang Csou

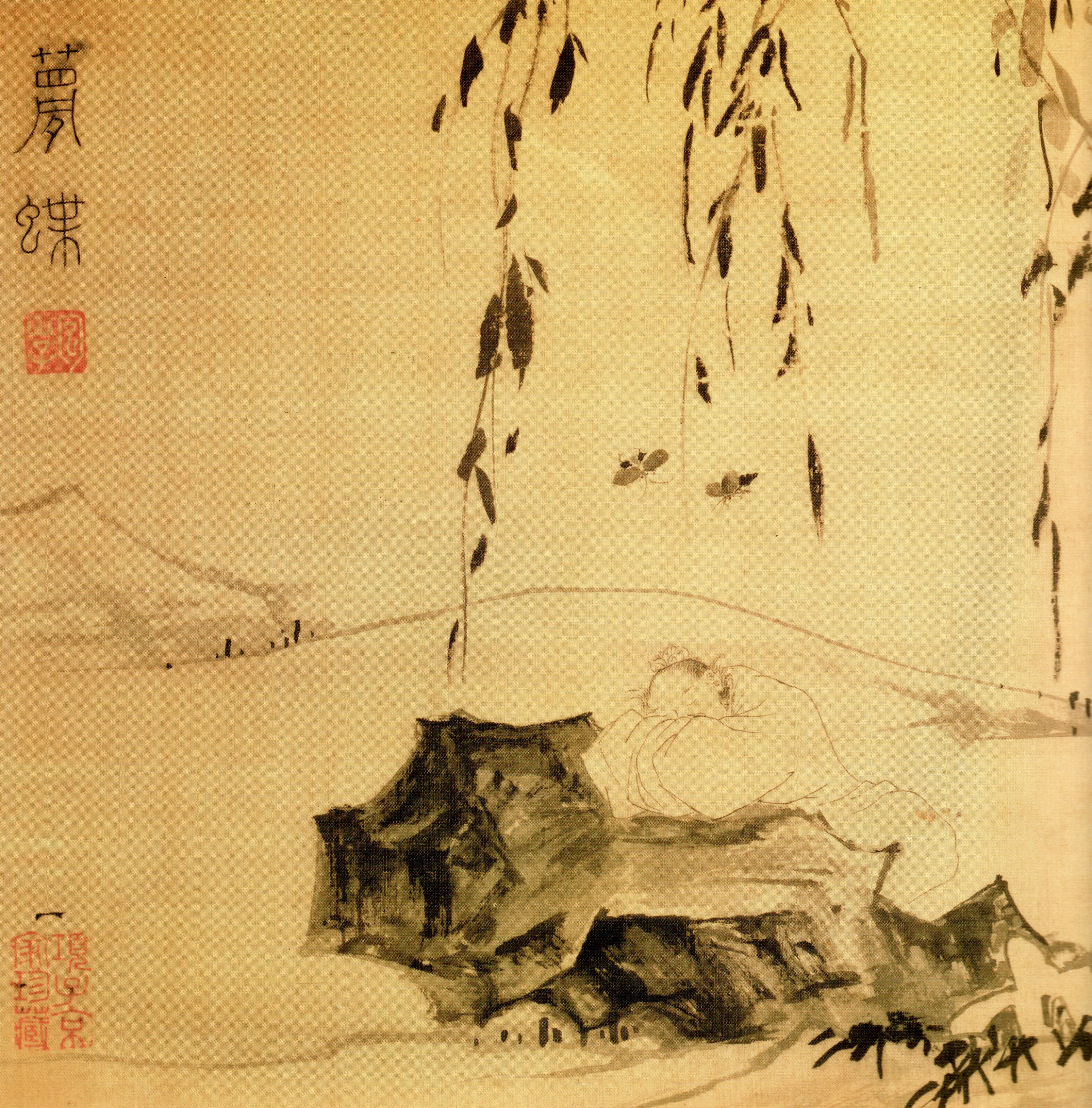
Csuang Csou pillangónak álmodja magát

A Tao Te King után, a legnagyobb hatású taoista mű a Csuang Csou (Zhuang Zhou)-nak (i. e. 370-300) tulajdonított Csuang-ce (Zhuangzi). Elmés, sokszor tréfás módon mond bírálatot kora társadalmi viszonyairól, Konfuciusszal vitázik, kvietista szemléletet hirdet.
A könyv kifejezetten olvasmányos, dialógusok keretében mesél a taóról, anekdotákat mesél, amelyekbe beleszövi a tao filozófiájának lényegét, kiszélesítve a mindenség egységére vonatkozó elképzeléseivel. Gyakran, politikai áthallásaival, kora aktuális kérdéseire keresi a választ, ez Lao-ce esetében még nem volt jellemző.
Bár Csuang Csou létező történelmi személy volt, könyvét nagy valószínűséggel nem ő, hanem tanítványai állították össze.
Csuang Csou szerint az ember akkor lehet csak boldog, ha kizárólag önmagáért és nem valamely cél érdekében él, ezért le kell mondania minden aktív cselekvésről, és így, a nem cselekvés állapotában (wu wei) már képes megszabadulni társadalmi kötelmeitől. Az embereknek a taoval kell összhangban lennie, akkor jut el az örök boldogság állapotába. Ez a szemlélet vezetett a helyes államvezetést szinte vallási szintre emelő konfucionizmussal szemben megmutatkozó összeütközésekhez, hiszen helyesen működő társadalmat csak szereplőinek aktív részvételével lehet kormányozni.
Csuang Csou minden dolog relativitását hangsúlyozza. Híres pillangóhasonlata a nyugati szellemi életben is széles körben ismert.
Egy híres dialógusában, ahol a folyamisten és a tengeristen beszélget, leírja: az ember csak saját korlátai megismerése révén juthat el a szellemi tökéletességhez. Vallja, hogy a tao a dologi világ határfogalma, túl beszéden és hallgatáson terül el az ember számára felfoghatatlan végső misztérium, a tao átélése, mivel a gondolkodásnak határa van. A Csuang-ce gyakran hirdette a kvietizmus eszméjét, azaz a gondolatok hiánya, és a belső csend szerepét, a nemcselekvés (wu wei) fontosságát.

#### A Fangshik

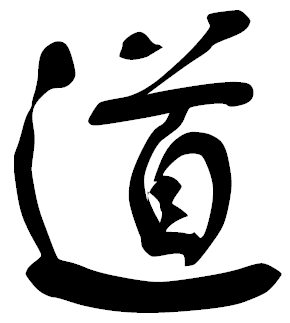
道 dào ’az Út’, kínai kalligráfia

A vallásos taoizmus kialakulásában jelentős részük volt a fangshik tevékenységének. Az i. e. 4–3. században megjelenő fangshik, azaz a „módszerek tudói”, akik a Han-kor hivatalos konfuciánus ideológiája mellett ugyan marginális szerepet játszottak, ám a népi vallásosság körében bennük testesült meg a későbbi vallásos taoizmus (taocsiao) néhány alapvető vonása: az asztrológia, mágia, gyógyászat, jóslás, misztikus tudományok ismerete. A jin jang, és az öt hatóerő elméletének segítségével vizsgálták a természet törvényszerűségeit. Titkos szövegeket alkottak, hagyományuk mesterről tanítványra öröklődött.
Úgy gondolták, birtokukban van az i. e. 8. századtól felbukkanó vágykép, azaz a testi halhatatlanság elérésének praktikus képessége. Működésük során uralkodók kegyeit is elnyerték, olyannyira, hogy a Jan császárok, illetve a Han-dinasztia alatt expedíciók indultak a halhatatlanság szigeteinek felkutatására. A fangshik tevékenységükkel megalapozták azt a misztikus hitet, amely máig a titkos taoista hagyományok alapvető részét képezi. Az emberek komolyan hittek abban, hogy konkrét kémiai anyagok segítségével a halhatatlanság elérhető. A különböző kísérleti praktikák elősegítették az alkímia fejlődését. A halhatatlanság és a hosszú élet titkának nagymestere Ge Hong (kb. 280-343) volt, aki híres könyvében (Pao pu-ce (pinjin:Baopuzi) rendkívül precíz eljárásokat ír le a téma exoterikus és ezoterikus megközelítésével. Művében teoretikus magyarázatát adja az ember társadalmi helyének konfucianista szemléletével, másrészt az ember belső énjének vizsgálatára vállalkozik taoista elméleti fejtegetésekkel.
A fangshik működéséből ránk maradt iratok egy része légzés- és szexuális technikai gyakorlatokat taglal, míg más szövegek előírják például a gabonafélék fogyasztásának tilalmát. Ugyancsak a fangshik feladata volt a démonűzés is. Egy i. e. 3. századból ránk maradt szöveg említi a démonűző táncot (Yu-lépés), ami azóta is tradicionális taoista rituálék részét képezi. Kialakították a jósláshoz szükséges, az öt elemre támaszkodó asztrológiai rendszerüket, 60-as felosztású naptárukat, számrendszerüket és zenei hangjaikat.

#### Újtaoizmus
Az i. e. 2. században kialakult társadalmi válság, illetve a birodalom egyesítése (i. sz. 589., Han-dinasztia) kedvezett a taoizmus fejlődésének, mivel az elnyomás alól az egyénnek a taoval való egyesülés útját mutatta fel. 
 A Vang Pi, Hsziang Hszin és Kuo Hsziang nevével jelzett újtaoizmus az i. sz. 2. században már misztikus, mechanikus determinizmussal jellemezhető. A nem cselekvés elvét egyfajta társadalmi konformizmussá alakították, egyúttal kialakult egy nehezen definiálható vallási hiedelemvilág, amely a filozófiai tanok mellett integrálta a nép körében meglévő kultuszokat (például őskultusz), a sámánisztikus hiedelemvilágot, illetve a már említett varázslatokban látta az örök élet titkának megfejtését. A cél elérésének érdekében például pszichológiai, farmakológiai, gimnasztikai, alkímiai módszereket dolgoztak ki.
A taoizmus történetének egyik legfontosabb állomása a Han korban létrejött Huang-Lao mozgalom, amely nevét a Sárga Császárról (Huang-ti (Huangdi), és Lao-cetől kapta. Az iskola a vagyon feladását hirdette, a hosszú élet elérésének módszereit kutatta és terjesztette, hívei a nem beavatkozás módszereivel gyakorolták a világi hatalmat. Lao-ce i. sz. 2. századi megistenülése után fokozatosan erősödött a nép körében Huang-ti és az Öt Csúcs (tulajdonképpen a taoisták öt szent hegye) Öt Uralkodójának tisztelete is. A Huang-Lao mozgalom hanyatlása összefüggésbe hozható a konfucianizmus államvallás rangra emelkedésével, ezzel együtt körvonalazódott a taoizmus valóban egységes szellemiségű irányzata, amelyet a későbbiekben az „Égi Mesterek” iskolája testesített meg.

#### Csang Tao-ling, az „Ég Mestere”

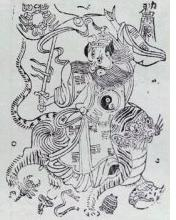
Csang Tao-ling, az „Ég Mestere”

I. sz. 142-ben Csang Tao-ling szervezett a vallásból elsősorban buddhista, illetve a monoteista mazdaizmus mintájára szerzetesrendeket, egyházi kánont alakított ki (így a buddhizmusnak egyfajta vetélytársává is vált). Szecsuánban megalapította az „Ég Mestere” (天師道, pinjin: Tiān Shī Dào) mozgalmat, amit a híveitől beszedett adó alapján „Öt Mérő Rizs”-nek is neveztek.
Messianisztikus és forradalmi eszméivel nem kisebb célt tűzött maga elé, mint a Han dinasztia megbuktatását. Csang Tao-ling elképzelései szerint neki, mint az „Ég Mesterének” hatalomra kerülésével a végső uralkodás ideje érkezne el, amely majd beteljesíti a tao hatalmát. Az Ég Mesterének állama Csang Tao-ling uralkodásával csaknem 30 éven keresztül regnált, hatalmas államapparátust épített fel, mely tükrözte az égiek birodalmát, bürokratikus, formális állama azonban életképtelen volt. A 2. század végén leszármazottai vezették a sárgaturbánosok lázadását, és a későbbiekben is ez a dinasztia szolgáltatta a taoista egyház pátriárkáit 1930-ig, amikor a Vörös Hadsereg bevonult székhelyükre, a Csianghszi tartományban fekvő Lunghusanba.
Az „Ég Mesterének” templomával Csang Tao-ling egyesítette a különféle taoista iskolákat, így képes volt nagy népi támogatás mellett valódi valláshatalmat gyakorolni. Jelentősége abban állt, hogy megalapozta a későbbi századok taoista liturgiáját.
A taoista vallás sokszínűsége okozza, hogy az „Ég Mesterét” csak a taoisták egy része ismerte el legfőbb lelki vezetőnek. Nem elhanyagolható céljuk volt a népi vallásosság elleni küzdelem, leleplezték a népi hiszékenységet kihasználó sarlatánokat, önjelölt messiásokat. Céljuk ezzel az volt, hogy mozgalmuk identitásának fejlesztése mellett közös mederbe tereljék a nép körében burjánzó vallási vadhajtásokat, növelve ezzel saját befolyásukat az egyszerű emberek körében.
Az egyház folyamatosan vesztette el befolyását. A Tang-dinasztia kezdetén állították össze iskolájuk legfontosabb iratait, a Zhengyi fawent. Fő tevékenységük a 8. század végére a talizmánként szolgáló beavatási regiszterek kiadására korlátozódott. E talizmánok körül fokozatosan kultusz alakult ki a Zhengyi-egyház irányításával. A Zhengyi-egyház a Song-korban élte virágkorát, a Ming császárok idején állami támogatásban részesült. Papjai a taoista mozgalmak vezetői lettek, ma a legelterjedtebb taoista irányzatnak számít.

#### Miszticizmus és a Kuan-jin-ce
A miszticizmus az i. sz. 10–11. században keletkezett Kuan-jin-cében érte el a tetőfokát, amely számos misztikus filozófus összegyűjtött elmélkedéseit tartalmazza. Lényege a tiszta idealizmus: a halál látszólagos, mint ahogyan az élet is, a világ csak a képzelet szüleménye, az énnek nincs jelentősége és szerepe, csak és kizárólagosan a mindent átható tao létezik. Az, aki ezt a végső lényeget a maga valójában felfogja, mindenre képes lesz, uralkodik téren és időn, a természeten, megszelídíti az állatokat, jósolhat, csodákra képes.

#### Középkor, újkor
A 4. század végére új iskolák, irányzatok jelentek meg a taoizmus történetében. A legjelentősebb ezek közül a Shanqing-iskola, amely már erőteljesen integrált buddhista tanokat, az Ég Mestere mozgalom hagyományait folytatta, ötvözve Ge Hong taoista nézeteivel, ám jelentősége abban állt, hogy megalkotta az összefüggő, egészet alkotó taoista „szöveget”, amely a későbbiekben a taoista kánonná vált.
A Shanqing-iskolát, amikor a társadalmi, környezeti hatások megkövetelték, a Lingbao-iskola (kb. szent drágakő) váltotta fel, amely nagyobb teret engedett az addigra már elkínaiasodott buddhizmusnak, konfucianista tanokat vett át, és hosszú távra rögzítette a szertartások rendjét, a liturgikus eljárásokat.
A Tang-dinasztia (618–907) alatt emelték Lao-cét istenné, és imádatával hivatalos kultuszt teremtettek. A Szung-dinasztia (960–1279) alatt a népi kultúrába ivódott taoista tanok tovább terjedtek, azonban állami szinten lassan a konfucionizmus kerekedett felül. Szung Huj-cung császár a hivatalos templomok hálózatát világi célokra használta, többek között a kereskedelmi adók beszedésében, a piacok ellenőrzésében szánt nekik szerepet. Ebben az időszakban a vallás háttérbe szorult, sőt az elkövetkező évszázadok alatt (a mongol Jüan (Yuan)-dinasztia, 1271–1368) egyre inkább tiltottá vált.
A Ming korban (1368–1644) a taoista császár, Csu Jüan-csang (Hung-vu néven), aki különösen vonzódott a misztikus rituálékhoz, széles körben alapított templomokat, kolostorokat. A Ming-dinasztia és Tang-dinasztia alatt jött létre a legtöbb vallási irat, dokumentum, értekezés. Ezt az időszakot a taoizmus virágkorának nevezhetjük.
Amikor Kína utolsó dinasztiáját a mandzsuk 1644-ben megalapították (Csing-dinasztia), a vallás visszaszorulása már jelentős volt, köszönhetően az ortodox konfucionista Csingek félelmének a kínai nacionalizmustól. Számukra a konfucionizmus által sulykolt szigorú államrend és fegyelem kedvezőbb volt a hatalmas birodalom rendjének fenntartásához.
A Tajping-felkelés (1849) során rengeteg taoista templom elpusztult, csakúgy, mint a buddhista kegyhelyek többsége is.
A huszadik század során többször úgy tűnt, hogy Kína autentikus vallása, a taoizmus véglegesen megsemmisül.

### A taoizmus ma

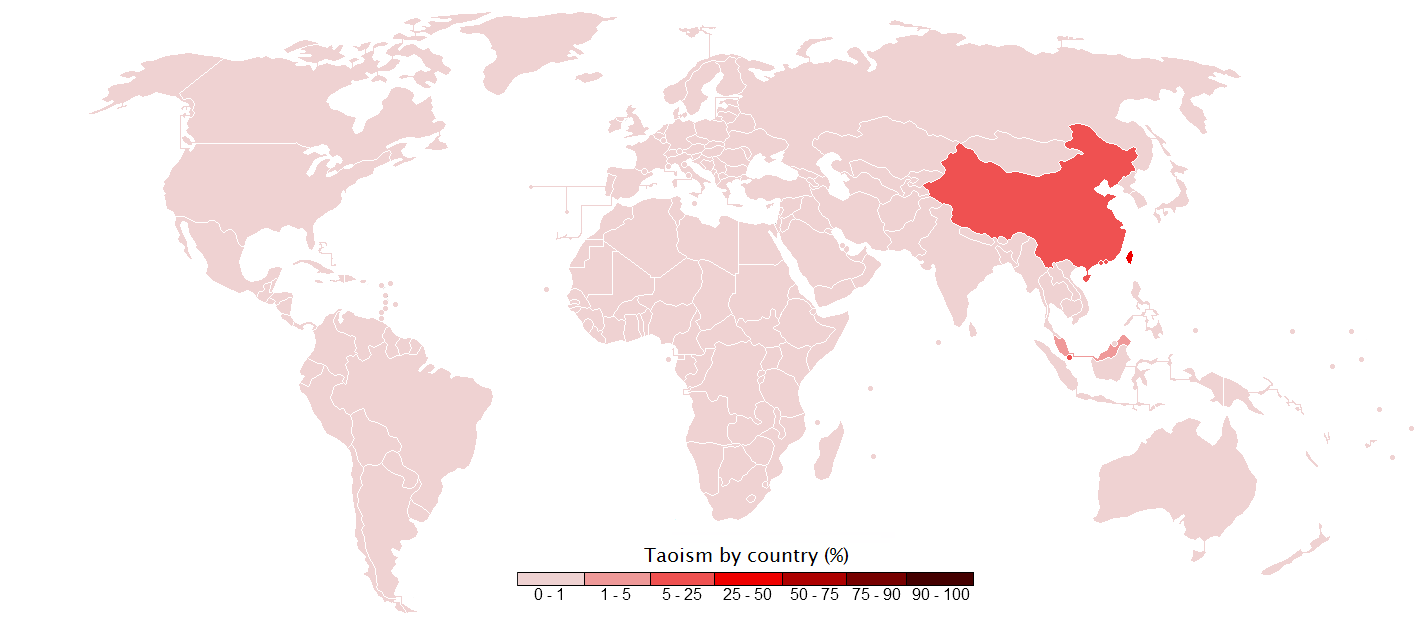
A taoizmus elterjedése

A taoizmust a 20. században sem egységes világképként jellemezhetjük, hanem a tanítások és praktikák számtalan változataként, nem egyszer új szekták megjelenésével, a tant megújítani hivatott mozgalmakkal tarkítva a róla alkotott képet.
A Mao-féle szocialista diktatúra alatt a kínai vallások az elnyomás és üldöztetés áldozatai voltak. A „Kulturális Forradalom” során sok kolostor és templom elpusztult, ősi iratok semmisültek meg, a szerzeteseket és apácákat elüldözték vagy kivégezték. Ez idő alatt sok taoista Tajvanra vagy Délkelet-Ázsiába menekült, ahol a vallási liturgiák szabadon működhettek. Az üldöztetések ellenére Kínában a taoista szemlélet nem tűnt el, tovább élt a népi emlékezetben, mindenekelőtt a praktikus köztudatban, a gyógyításokban, táplálkozásban, mozgásművészetben. Az üldöztetést követően lassan állami szinten is nagyobb türelem nyilvánult meg a vallásokkal szemben, aminek következtében templomok és kolostorok épültek újjá, ahol már engedélyezték szerzetesek és apácák kiképzését, működését. A világszerte mutatkozó érdeklődés a sinológia, a kínai vallások iránt segítettek olyan oktatási központokat létrehozni, ahol egyetemi szintű kutatások keretében lehet tanulmányozni a vallást, az ősi kínai filozófiát.
Az ezredfordulóra már kb. 3000 vallási központban mintegy 25 000 szerzetes és apáca tevékenykedett Kína szerte. A taoista templomok gazdaságilag önállóak. Szervezetükön belül hotelek, teaházak, mozgásművészeti centrumok működnek, de közreműködnek számos nyilvános területen is, mint a környezetvédelem, katasztrófaelhárítás, alapképzések. Jelentős a karitatív tevékenysége is.
A Kínai Népköztársaság a taoizmussal szemben jól körülhatárolható elvárásokat támaszt, amennyiben a vallásnak a jóakaratot, a patriotizmust, a nyilvánosság szolgálatát kell hangsúlyoznia. A taoista képzés magában foglalja a taoista doktrínát, zenét, harcművészeteket, kalligráfiát, filozófiát és az angol nyelvet.
A Kínai Taoista Egyesületet 1956-ban alapították, és Pekingben, a „Fehér Felhők Templomában” (Baiyunguan) van a székhelye. Sok taoista pap azonban nem vállalta a közösséget ezzel a rendszer által irányított szervezettel, így a statisztikák a vallásos taoisták létszámáról ma is nagymértékben ellentmondóak. Az újból felépített templomok látogatottsága, a lámpaünnepekre érkező zarándokok tízezrei azonban jelzik, hogy a taoizmus a népi Kínában még sokáig kiemelt szerepet fog játszani.
A hivatalosan ellenőrzött és erősen korlátozott vallásszabadság mellett elkerülhetetlenül megjelennek titkos szekták, eretnek kultuszok, államilag nehezen kontrollálható taoista egyesületek is. Ilyen a Yiguan Dao (kb. a Mindent Átható Princípium Útja), vagy a Huangtian Dao (kb. Sárga Mennyek Útja). A történelem során rengeteg szekta és titkos szervezet tűzött ki maga elé politikai célokat (Sárga Turbánosok, Vörös-Barnaszemű Szekta, Taiping-szekta), de nyílt lázadásukat mindig leverték. Mao ideje alatt, amíg az egyébként keményen üldözött keresztényeket hosszú fogságra ítélték, addig a taoista szekták tagjait kíméletlenül kivégezték.

### A taoista vallás elterjedése
A Kínai Népköztársaságban a hiányos statisztikai adatok egész pontos feltérképezést nem tesznek lehetővé, azonban egy-két számot a vallásos taoisták létszámáról nagy valószínűséggel becsülhetünk. A Kínai Taoista Szövetség mintegy 60 millióra teszi a Kínában élő, hívő taoisták számát. Hozzávetőlegesen 8 millió taoista él Tajvanon, ahol számos taoista iskola talált menedéket a Kulturális Forradalom alatt. Más ázsiai országokban, mint például Malajziában, Szingapúrban, Vietnámban, Japánban és Koreában számuk összesen körülbelül 10 millióra tehető, de a tengerentúli és nyugat-európai kínai közösségek taoista tagjainak számát sajnos még megbecsülni sem lehet.

## Filozófiai fogalmak, hitelvek

### Kozmológia
Lao-ce kozmológiai elméletei szerint a világ, keletkezése előtt a „nemlét” állapotában volt. Ebből a megismerhetetlen transzcendens állapotból jött létre a lét, vagyis a mindenség egysége, amelyben minden különbözőség még szétválasztatlan.
Ez az egység létrehozza a jin és jang kettősségét: az őserő dualista megnyilvánulásából létrejön az életlehelet (csi), amely a két erő harmóniáját eredményezi. A háromság nemzi a tízezer lényt, a „sokságot”. A tao, tehát minden létező élőlény forrása, tápláló áramlásával alakítja és tökéletesíti őket. Ezzel kialakul a változásnak kitett sokféleség, amely ellentétek lehetőségeit hordozza magában. A jó-rossz, nehéz-könnyű, igaz-hamis, fenn-lenn, előbbi és korábbi, feltételezik egymást. Ebből következik az a tanítás, hogy az emberi eszmények, például az erények is csak akkor létezhetnek, ha velük szembenálló ellentétek keletkeznek. Az anyag a Végső Valóság megnyilvánulása. A taoista hit általában nem ellenkezik a tudományos felfedezésekkel.
Lie-ce kozmológiája szerint, a tao létezése önmagából fakadó, olyan alkotó, amelyet nem alkottak, állandóan változó, de amely megváltoztathatatlan. Az ősegységben megjelenik a potenciális anyag, forma és erő, de még nem létezik önállóan. Ebben az őskáoszban kölcsönösen áthatják egymást, és a feszültség megszüli a jin és jang kettősségét, és megszületik az öt elem. A kialakult „hétből” „kilenc” lesz, vagyis létrejön az ég és a föld. Ez a kilenc egységében alkotja az egész kozmoszt. A szüntelen változás új formák és entitások kialakulását és megszűnését teszi lehetővé. Lie-ce tanítása szerint, az ember különféle állatfajok átalakulásából és összeolvadásából keletkezett.

### A jin és a jang

A jin-jang népszerű ábrázolása

A természet erőinek ellentétes pólusait, a pólusok egységét ősidők óta a jin-jang (yīnyáng) ellentétpárral ábrázolja a hagyományos kínai gondolkodás.
A nőies és férfias, hajlékony és merev, a lent és fent fogalmak egymást feltételezik, egységgé az állandó változás, átalakulás, egymástól való kölcsönös függőségük kovácsolja őket. A jint a nőies jellemzővel kapcsolták össze, az anyagi, befogadó elemekkel, míg a jangot a férfias jelleggel, a férfierővel, az alkotóerővel; míg az előbbi a földhöz kapcsolódik, a jang az éghez. Az intuitív nyugalom a jinhez kötődik, a változó égi jelenségek a janghoz. A férfias a tetterő, a racionális értelem, a nőies a megérzés és az érzelmesség.
A nyugati gondolkodás hagyományosan két erő – a jó és a rossz – harcára vezeti vissza a világot. A kínai gondolkodás és világszemlélet alapvetően másképp működik: léteznek ellentétpárok, azonban ezek az ellentétek semlegesek. Magát a kettősséget fejezi ki a jin-jang jel, azaz a taijitu (tajcsitu) szimbólum. A világ jelenségeiben meglévő ellentétek egysége a jin-jang.
A taoista hit alapja a természetben fennálló folyamatos egyensúlyra való törekvés az ellentétek között. (A „lent” vagy „fönt” csak viszony kérdése.) Az egyensúly tőlünk független valóság, megbontására irányuló bármilyen igyekezet csupán ideiglenes, hasztalan és önpusztító kísérlet lehet. A taoista számára a siker titka a természetes egyensúly helyreállításának segítésében rejlik, azaz az ellentétpárok változását fenntartani, hagyni, hogy a jó rosszá váljon és a rossz megjavuljon, mint ahogy a dagály és az apály, a nappal és az éjszaka, a tél és a nyár folyik az egyikből a másikba és vissza.
A jin-jang-szimbólum a világ két ellentétes oldalát mutatja. Egyik sem létezhet a másik nélkül, nem választhatók szét és csak együtt, egymáshoz viszonyítva értelmezhetők. A világon minden magában hordozza a változás lehetőségét. Így a világ a jin- és a jang-jellegű erők állandó változásból áll. Normális körülmények között az erők kiegyenlítik egymást és egyensúlyban vannak.
A taoista szimbolikában a jin és jang ábrázolása két színnel történik. Alul a jin kék színű, megfelel a víz jellegének, amely lent foglal helyet; felül a jang vörös, megfelel a tűz jellegének, amely felfelé tör. Az általánosan ismert fekete-fehér ábrázolás egyszerűsített rajz, a korabeli nyomtatásban használatos színeken alapul – a feketén és az alapszínen – de a fekete mellett a jin oldal változatos színekben is előfordulhat, az alapszín vagy a papír színe szerint. Mindenképpen fontos tudni azonban, hogy a jinre és a jangra nem lehet azt mondani, hogy üres és teli, vagy semmi és valami – nem a létezőt és a nem létezőt képviselik, hanem az ellentétes jellegű tulajdonságokat, melyek egymásból alakulnak ki, és kiegészítik egymást.

A tao és a jin-jang kapcsolata (Fritjof Capra elképzelése alapján)

A jó és rossz mint ellentétpár fogalmának taoista értelmezésében a bölcs megérti a jó és a rossz valóságát, míg az ostoba a jó és a rossz fogalmára összpontosít. A bölcs tudja, hogy bármilyen jelenlegi gonoszt hamarosan egy új jó vált fel, míg az ostoba örök igyekezetével gyümölcstelenül próbálja a gonoszt kiirtani. Gondolatrendszerükben a buddhista súnjata („üresség”) fogalmához hasonlóan a jó és gonosz csupán fogalmi elvonatkoztatások, melyeknek nincs állandósult, független létezésük. Ahhoz, hogy a taoisták jóról és rosszról alkotott elképzeléseit megérthessük, fontosnak mutatkozik, hogy megkülönböztessük a gonosz „fogalmát” annak „valóságától”. Fogalmilag a taoisták nem pártolják a jót a gonosz ellen, hanem minden kettősség kölcsönös függőségében hisznek. Amikor valaki valamit jónak nevez, automatikusan teremt egy „rossz”-at is, mert minden fogalom szükségszerűen valamilyen szemponton alapszik. Ha egy fogalomnak csupán egyetlen szempontja lenne, a fogalom maga értelmetlenné válna.
A tao és a jin-jang kapcsolatát Fritjof Capra egy körmozgás kivetülésével szemlélteti (lásd az animációt). A körmozgás a két szélső pont (a jin és a jang) közötti váltakozó mozgásként jelenik meg, de a mozgásban az ellentétek megszűnnek. „Az »az« és az »ez« megszűnnek ellentétek lenni, ez a tao lényege. A kör középpontja mintegy tengelyként csakis a lényeg, amely választ ad a vég nélküli változásokra” – mondja Csuan-ce (Zhuangzi).

### A csi
A csi, a mindent felépíteni képes őslehelet, sőt magának az univerzumnak az ősanyaga is. A „titokzatos” tao, amely maga a mindenséget átfogó világtörvény, írja elő a csinek, hogy milyen törvényszerűségek alapján építse fel a világmindenséget. Az összes létezők a csi sűrűsödései folytán jönnek létre. A keletkezés kiindulópontja, a pusztulás végpontja. A csi, a létezés taoja, jinné sűrűsödik és janggá párolog, amelyek állandó mozgását és folyamatos átalakulását a tao szabályozza.
A taoisták úgy vélik, hogy mi emberek is, már születésünkkor megkapjuk azt az életleheletet, amivel egész életünkben rendelkezünk. A csi éltet minket, ezért ha csit vesztünk, életünk megrövidül.
Pao Pu doktor, az i. sz. 4. században élt bölcselő szerint: Aki tudja, hogyan áramoltassa a csit, megőrzi egészségét és hosszú életű lesz a földön.

Az emberi test alapvetően jin jellegű, a csi pedig jang természetű, amely a testtel találkozva hozza létre az élet harmóniáját,
az egészséges test és lélek egységét, a jó közérzetet.
A taoisták a csi akadálytalan áramlása érdekében az élet minden területére kiterjedő praktikus megoldásokat dolgoztak ki, és ezzel együtt a mentális közérzet karbantartásához precízen kidolgozott meditációs gyakorlatokat végeznek.

### Az öt elem
Az ókori taoista elmélet szerint a jin és jang a csi két ellentétes természetű módosulata, vagyis a csi jin és jang megfelelőiből jön létre minden létező, még az istenek és a szellemek is. A jing jang mozgása tehát életre kelti a statikus csit, amivel a világ megtelik mozgással és változással.
A kora középkorban kialakult elmélet szerint az univerzumnak három szférája van: az ég, a föld és az emberi világ. A megtestesületlen csi tiszta összetevője (jang eleme) felemelkedett, és létrejött az ég, míg a nehéz és zavaros része (jin rész) lesüllyedt, ebből lett a föld. A maradék, összekeveredve alkotja az embert és az összes létezőt.
A jin és jang „csi”-jének öt különböző anyagi megtestesülése van: föld, víz, tűz, fa, fém. Ebből az öt elemből épül fel minden létező.

### Wu wei
A wu wei speciálisan kínai fogalom, a „nemcselekvés” és a belső aktivitás harmóniája, amelyet öntudatlanul, spontán módon, szenvedélytől mentesen, feltűnés nélkül, a természet működésével összhangban kell gyakorolni.
Az igazi üdvösség érdekében lemondással kell élnünk, és gyermekként átadni magunkat a tao áramlásának.

Azáltal, hogy a világ történéseit megfigyeljük, megismerhetjük és megtanulhatjuk a tao, azaz a világtörvény megjelenési formáit, törvényszerűségeit. Pusztán a megfigyelés aktusával élve, a tényleges cselekvés mellőzésével juthatunk el az igazi bölcsességhez. A cselekvés mellőzéséhez nincs szükségünk előzetes tudásra, akaraterőre, sőt észre és értelemre sem, hanem elegendő, ha szabadon engedjük szellemünket, amelyet a tao átjárva misztikus intuitív bölcsességgel hat át.
Oktalan cselekvésünkkel csak megzavarjuk a mindent átszövő és mindenütt ható áramlást, amely így hamis képet alkot számunkra a világról.
A bölcs cselekvése tehát a cselekvés elvetése.

„Nincs nagyobb bűn, mint engedni a mohóságnak, nincs nagyobb baj, mint az önmérséklet hiánya, nincs nagyobb veszedelem, mint a nyerészkedés vágya.” Ezek a törekvések cselekvésre ösztönöznek, ezért károsak a tao befogadása szempontjából.

„A leglágyabb anyag (víz) tartóssága felülmúlja a legkeményebbet, az ellenállás nélküli semmi behatol a szilárd anyagokba is.” A világlényeggel való összeolvadás érdekében mentesnek kell lennünk minden ellenállástól.
Ez a magatartás azonban nem csak mozdulatlan passzivitásban nyilvánulhat meg, hiszen az embernek szükségletei vannak, amelyet ki kell elégítenie.
Liu An (i. e. 179–i. e. 122) írja: „A wu wei abból áll, hogy az ember saját egoista létét nem kapcsolja egybe a közérdekkel, és a közért végzett tevékenységét nem hamisítja meg önző vágyaival.” Ez nem közösségellenes magatartás, hanem éppen ellenkezőleg, a közösség érdekeinek legmesszemenőbb figyelembe vétele, feltétlen alávetettség, amelyben az ego eltűnik. Ez a felfogás a wu wei-t olyan kötelességszerű cselekvéssorozatnak állítja be, amelybe akár a földművelés és a tanulás is beletartozik.

### Istenképzet
Vallási szempontból a taoista papok a tao panteont elképzelhetetlen mértékben megtöltötték istenekkel, szentekkel, szellemekkel.
A természetistenek mellett számtalan védő és oltalmazó szellem létezik, akikhez bonyolult rituálékkal közelednek. Ezeket a lényeket az ősi kínai misztikus tanításokból vették át, de eredetükben fellelhetők a sámánizmus, totemizmus ősi kultuszai is.
A tao mítoszok szerint az istenvilág csúcsán a „három tiszta” isten áll:
- Jü Huang Sang-ti, a fenséges Jade Császár, vagyis az égisten.
- Az őskezdetként megszemélyesített tao (T'ai-ki), aki P'an Ku, azaz az első ember alakjában saját testrészeiből (zsigereiből, hájából) megteremtette a világ sokféleségét (→Rigvéda Purusája).
- Lao-ce, aki P'an Kuval egybeolvadva alkotja a harmadik istenséget. Lao-ce testéből létrejött a Nap, a Hold, hajából a csillagok, húsából a négylábúak, beleiből a kígyók, szívéből egy szent hegy.

A különböző iskolák kinyilatkoztatásai során egyik sem feledkezett meg újabb szentekkel, istenekkel, szellemekkel, démonokkal bővíteni a taoista panteont. A népi vallásosság elleni küzdelem egyik módja volt a nép által imádott istenek és szellemek beemelése a „hivatalos” kánonba, másrészt az iskolákon belül létrejött új filozófiai elméletek megtestesítésével szemléletes módon tudták tanaikat terjeszteni. A nép körében terjedő, nagyrészt filozófiai szemléletű, buddhista befolyás ellentételezésére is jó érzékkel ismerték fel a megnevezhető, imádható istenek, démonok jelentőségét. Már a Huang-lao és a Shanqing-iskola iratai között is ezrével találunk megistenült személyeket, akik akár az élet apró-cseprő dolgaiban is a hívők segítségére lehettek.

### Papság és hierarchia
A taoista vallás hierarchikus felépítésű, számtalan pap, szerzetes, szerzetesnő munkálkodik a hívők lelki szükségleteinek kielégítésén. Élén a mennyei mester áll, akit azonban nem minden taoista ismer el egyházfőnek. Vallásos szertartásaikat számtalan gazdagon feldíszített templomban gyakorolják.
A taoista iskolák nem egységesek, egy-egy iskola belső szervezeti formáit nagy részben a buddhista rendekből vette át és évszázadok során önálló renddé fejlesztette tovább. Nagy valószínűséggel táplálkozott más, monoteista vallásokból is. Abban azonban minden iskola egyetért, hogy tanításuk végső célja a visszatérés az őseredethez, ahol az „egy” nem válik kettővé, a kettő hárommá, a három „soksággá”, ebbe a kozmikus embrionális állapotba, ahol a mindenség ősoka még háborítatlan formában létezett. Itt valósul meg a végső boldogság (Xian) mint halhatatlanság. A tao változó, de változtathatatlan és örök, ezért annak érvényesüléséhez mindenkinek a lehető legtökéletesebben kell alkalmazkodnia. Hagyni kell érvényesülni az örök törvényt ellenszegülés nélkül, a nemcselekvés (wu-wei) által.
Az ember őseredethez való visszatérését a vallás szerint praktikus eszközökkel lehet elérni: a jin és jang elemzésével, asztrológiai módszerekkel, az öt elsőrendű elem (tűz, víz, föld, fa, fém) és állapotváltozásaik vizsgálatával, az „ősok”, azaz a tao koordinátáinak numerikus kiszámításával.
A mai Kínában a vallásos taoista tradícióknak két fő irányzata figyelhető meg:
- Teljes Igazság Iskolája (pinjin: Quanzhen-taoizmus), amely elsősorban a belső alkímiát és elmélyülést, meditációt hirdeti. Kolostorokban élnek, és nőtlenségi fogadalmat tesznek.
- Ortodox Egység Iskolája (pinjin: Zhengyi-taoizmus), amely egyfajta visszatérés az „Ég Mesterének” tradíciójához, nős papokkal, rituális szertartásokkal, mint temetési és házassági szertartás, sőt végeznek ördögűzést, gyógyítást, különféle orvosi terápiákat is. Az Ortodox Egység Iskolája tanain erős buddhista befolyás fedezhető fel, rituálék és mágikus praktikák jellemzik tevékenységét.

### Élet a halál után
A taoisták a földi élet és a túlvilág fogalmát élesen megkülönböztetik.
Lie-ce úgy véli: „Az az ember, aki felkeresi ősei nyughelyét, sóhajtozik és zokog, mert azt hiszi, együtt van velük, pedig egészen máshol van.”
A halál tényét a kínai gondolkodás az élet természetes velejárójának tekinti. A halál után az ember csatlakozik őseihez, azokhoz hasonlóan helyet kap a családi oltárnál, és ugyanúgy befolyásolja leszármazottai sorsát, mint az elődök az övét. Egy nagyobb család tagja lesz, amelynek az élők csak kicsinyített másai. A halál után tehát a természet rendjébe illeszkedünk. A taoizmus nem tekinthető megváltó lelki gyakorlatnak. Szerintük nincs semmi, amitől meg kellene váltódni, meg kellene menekülni, vagy amiből éppenséggel meg kellene gyógyulni. A megváltásban, megmentésben, vagy gyógyulásban való hit a kárhozathoz, elveszéshez és betegséghez vezet ugyanolyan módon, ahogy a jóban való hit a gonoszban való hithez vezet. Bár nem fogadják el a megváltás–kárhozat szerintük hamis kettősségeit, hitük szerint az „Út”-tal és az „Erény”-nyel való egyszerű összhangban élés, az anyagi gazdagság, társadalmi fokozat, vagy tekintély erőszakos hajszolásának elkerülése örömteljes élethez vezet.
Valószínűleg buddhista befolyásra utal a halál utáni élet egy másik értelmezése is, amely szerint életük során elkövetett tetteik miatt a halál után büntetésre, vagy jutalomra számíthatnak, így újjászülethetnek, de annak megfelelően, hogy előző életükben mennyire voltak jók vagy gonoszak.
Ezt a két szemléletet a kínai ember úgy ötvözi egységbe, hogy a lélek kétféle természetét feltételezi. A „hun” lélek jang természetű, és az égbe jut, a „po” lélek jin természetű, és a földön marad. Ezek egysége és jin-jang alapú változatossága biztosítja a karmikus újjászületést, illetve az ősökhöz való egyidejű csatlakozást a halál után.
Amikor Csuang Csou haldoklott, azt mondta: „Föld a koporsóm, ég a szemfedőm, csillagok a drágakövek, a gyászoló család az egész teremtés. Kell ennél nagyszerűbb temetés?” Mire a tanítványok így szóltak: „Félünk, hogy a varjak és a ragadozók felfalják mesterünk testét.” Csuang Csou válaszolt: „A föld felett varjaknak és ragadozóknak szolgálok táplálékul, föld alatt férgeknek és hangyáknak. Elvenni egyiktől, hogy a másiknak adjuk – mire való ez a részrehajlás?”

## A taoizmus hatásai, megnyilvánulásai, eredményei

### Orvoslás

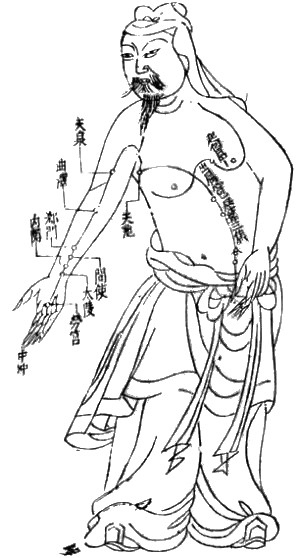
Akupunktúrás pontok az emberi testen (Ming-dinasztia-kori rajz)

A hagyományos kínai orvoslás a jin és jang egyensúlyának vizsgálatán alapszik. Az emberi testben a betegségeket a jin-jang egyensúlyának felbomlása okozza. A test felépítése jin és jang elemekből áll, amelyek között az egyensúlyt a kitüntetett meridiánpontok (akupunktúrás pontok) mentén keringő csí áramlása tartja fenn. Ez megfelel az életenergia áramlásának. A szervek meridiánpontokhoz tartoznak, a jin tulajdonságúakhoz jin akupunktúrás pontok, a jang szervekhez jang pontok. A csí áramlásának útjába került akadályok az életenergia szabad folyását gátolják. A meridiánpontok ingerlésével, serkentésével (például akupunktúrás tűkkel) a gátlás megszüntethető.

### A taijiquan
A testi és lelki egyensúly megőrzésének manapság egyre divatosabb módja a taijiquannek (tajcsicsuan) nevezett mozgásgyakorlat. A taijiquan évezredes hagyományokra tekint vissza. Művelését több eltérő iskola tanítja, azonban abban mindegyik megegyezik, hogy a qi (csí) energia szabad áramlását kívánja biztosítani a testrészek bizonyos mozdulatsorainak gyakorlásán keresztül.
A testet felosztják öt alcsoportra: belső, külső, elülső, hátsó, középső. A csít, mivel az belülről kifelé és elölről hátrafelé áramlik, átfolyatják az elképzelt belső szerveken úgy, hogy ciklusonként visszatérjen a középpontba. Ehhez az emberi testrészeket (1. fej, 2. törzs, 3. kar, kéz, ujjak, 4. lábszár, lábfej, lábujjak, 5. visszatérés a középpontba) meghatározott módon mozgatják.
A taijiquan nem csak a testi egészséget biztosítja, hanem a lelki pszichés alapú panaszokat is, hiszen az emberi test a lelkével alkot harmonikus egységet.
Az (általában szabadban, csoportosan végzett) mozgásokra a lassú, finom mozdulatok jellemzőek.

### Fengsuj
A jin-jang kettősségének és a harmóniára való törekvésnek legismertebb példája a fengsuj tudománya. A táj jin elemeit (folyók, patakok, tavak) és jang elemeit (erdők, hegyek, lankák) másolták harmonikus egységbe az embert körülvevő mikrokörnyezethez, amellyel a természet életenergiáját (qi, csi) az ember közvetlen közelébe vezetik. A fengsuj a tér elrendezésének tudománya a jin és jang elvei alapján. Szó szerint annyit jelent: „szél és víz”, utalva a két elem tájformáló hatására.
A fengsuj tudománya az ősidőkre vezethető vissza, de a kínai gondolkodás jellemző vonásaként a taoisták felhasználták tanaik gyakorlati szemléltetéséhez, azaz a mindent átható életenergia praktikus hasznosításához. A tao, a mindent átható világtörvény, működése során, azaz a jin és jang változékonyságával kelti az élethez szükséges alapvető energiát (csi). A bölcs, aki tisztában van a tao lényegével, képes uralni és felhasználni a csít.
A fengsuj kiterjed a ház elhelyezésére a környező természet domborzati és vízrajzi viszonyainak figyelembe vételével, a lakhely szobáinak tervezésére, a berendezési tárgyak, bútorok elrendezésére.
Azonos törvényeknek kell érvényesülniük a lakás bármely részében, sőt akár az asztalon lévő tárgyak, vagy az asztal fiókjának tartalmát illetően is. A bennünket körülvevő dolgok megfelelő elrendezése, a pozitív életenergia áramlása kihatással van egészségünkre, személyes anyagi és szellemi sikereinkre, kívánságaink beteljesülésére.

### Táplálkozás
A fengsuj alapelve, az egyensúlyra való törekvés, a jin és jang harmóniájának megteremtése a táplálkozásban is megjelenik. Ezt, az orvosláshoz hasonlóan, egyénre szabottan kell alkalmazni, azaz össze kell hangolni az egyén fiziológiai és biológiai adottságaival. A fő gondolat az, hogy a főzés és az étkezés pozitív energiát biztosítson. Ennek eléréséhez a szervezetet megfelelő mennyiségű és helyesen megválasztott étellel kell ellátni. Vallják, hogy minden étel és alapanyag energiát hordoz, ami kisugárzással van ránk, valamint melegítő, hűtő és kiegyensúlyozó hatással bír. Mindezeknek az egyén szükségleteinek megfelelő összeállítása teremti meg az optimális táplálkozást. Kerülni kell például a túl hideg, vagy a nehezen emészthető ételeket, ugyanakkor nagy hangsúlyt kap a friss, jó minőségű élelmiszer fogyasztása.
A főzés során, a fentieken túl, figyelembe kell venni az öt elem alapelvét is, mely szerint minden élelmiszer egy elemhez köthető, és ezek támogató hatását kihasználva kaphatunk a szervezet harmóniáját szolgáló ételeket. A távol-keleti konyha jellemzője a csípős íz, amelynek gyógyító hatást tulajdonítanak.

## A taoizmus a nyugati világban
A taoizmus hatása a nyugati világban mintegy 200 évre vezethető vissza. Mindenekelőtt a Tao Te King befolyása jelentős a művészetekben, irodalomban, pszichológiában és a filozófiában.
A Tao Te King első fordítása a jezsuitáknak köszönhető, akik latin nyelvre 1788 körül lefordították. A 20. század elejéig számtalan fordítása, értelmezése jelent meg, főleg a Kínában tevékenykedő keresztény misszionáriusoknak köszönhetően, ezért nem csodálkozhatunk azon, ha a Tao Te King első értelmezései erős keresztényi jegyeket viseltek magukon.
A 19. század végére a taoizmus tana különböző teológiai szerveződések hatása alá került, keveredve sokszor zűrzavaros, misztikus indiai, okkultista tanokkal.
Az első világháború után megnövekedett az érdeklődés a keleti bölcsességek, a miszticizmus iránt, különösen a pacifisták fordultak a wu wei, a „nemcselekvés” filozófiájához. Német nyelvterületen Richard Wilhelm és Martin Buber Csuang-ce- és Lao-ce-fordításai terjedtek el először, majd a témát a századelő írói és művészei kiszélesítették, mintegy „taoizmus-eufóriát” keltve munkáikkal. Ezek Hermann Hesse, Alfred Döblin és Bertolt Brecht műveit is befolyásolták.
A taoizmus hatása a második világháború alatt elsősorban a pszichológiában, a pszichoanalízisben is jelentkezett. Carl Gustav Jung elméleti munkáinak továbbfejlesztéséhez merített Richard Wilhelm Ji King fordításából.
A filozófiában először Hermann Grafen Keyserling saját, populáris életfilozófiájának szemléltetéséhez fordult a taoizmus eszméihez.
Martin Heidegger műveit is inspirálták Richard Wilhelm tao-fordításai, de a zen-buddhizmus befolyása is kimutatható munkáiban. Heidegger egyik vázlata (Semmi mint teljesség) tűnik olyan műnek, amely a taoizmus felfogását tükrözi.
Karl Jaspers a 20. század elején a Lao-ce/Nagarjuna – két ázsiai misztikus c. művében az egzisztencialista filozófia talaján fáradozott a taoizmus megismertetésével.
Az ötvenes években a taoizmus a zen-buddhizmus segítségével talált kerülőutat a nyugati kultúrákhoz. A beatgeneráció költői, írói, művészei építettek tetszetős ideológiákat a zen eszméivel, ezzel a taoizmust, mint a zen egyik előzményét ismerhette meg a nyugati világ – például Alan Watts „The Way of Zen” című művéből. Utóbbi az amerikai taoista felfogás egyik alapjává vált, olyan egyéb alkotásokkal együtt, mint a „Tao. The Watercourse Way”, amelynek gondolatait elsősorban a hippimozgalom szélesítette ki.
A 70-es, 80-as években a tao, mint általános szellemi „orvosság” jelent meg a betegnek látszó nyugati tömegkultúrákban. Manapság az eszmekör megszokottá vált, különösen a jin és jang tanítások épültek be a „New Age” mozgalmakba.
Az 1976-ban megjelent Fritjof Capra-könyv, „A fizika taója” sikere után sorozatban jelentek meg leegyszerűsített, népszerűsítő művek, mint „Tao szakácskönyv”, vagy „Tao könnyedén”, amivel Capra szempontjait az élet különböző területeire kiterjesztették. Ez elősegítette a taoizmus felszínes, populáris értelmezését. Az ezoterikus könyvek piacának nagy részét teszik ki a népszerű, erősen lebutított, felszínes „taoista” felfogást tükröző „szakértő” írások.

## Külső hivatkozások
- Horváth Pál: Vallástörténet (vallástudományi kurzus- MTA Filozófiai Intézet irányításával)
- Lao Ce, a taoizmus alapítója
- Matgioi és a taoizmus kapcsán (Recenzió Albert de Pouvourville tanulmányáról) Archiválva 2008. június 19-i dátummal a Wayback Machine-ben
- A feng shui eredete
- Az Aranyhegy Alapítvány honlapja
- Taoista könyvtár
- A Tai Chi története és filozófiája
- Taoizmus
- Jin és Jang a mindennapi életünkben